# 张文旦
张文旦（1958年1月—），男，浙江富阳人。中国人民解放军中将。
曾任海军南宁舰舰长，海军南海舰队舰艇训练中心主任，海军南海舰队第26快艇支队支队长。2009年7月任海军南海舰队副参谋长，2014年3月任南海舰队参谋长。2015年3月，任南海舰队副司令员。2016年，任南部战区副参谋长。2017年1月，任中国人民解放军北部战区海军司令员。2017年12月，改任海军参谋长。2019年12月，转任海军副司令员。
2010年7月，晋升海军少将军衔。2018年7月，晋升海军中将军衔。